# Weißnackenwiesel

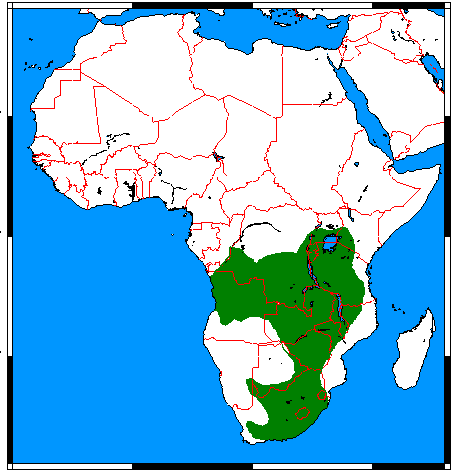
Verbreitungsgebiet laut IUCN

Das Weißnackenwiesel (Poecilogale albinucha) ist eine in Afrika lebende Raubtierart aus der Familie der Marder (Mustelidae).

## Merkmale
Weißnackenwiesel haben einen äußerst langgestreckten Körper mit sehr kurzen Gliedmaßen. Ihr Fell ist überwiegend schwarz gefärbt, der Kopf und die Oberseite des Nackens sind weiß, vier weiße Längsstreifen ziehen sich entlang des Rückens bis zum Schwanz, der ebenfalls weiß ist. Diese Tiere erreichen eine Kopfrumpflänge von 25 bis 36 Zentimeter, eine Schwanzlänge von 13 bis 23 Zentimeter und ein Gewicht von 230 bis 380 Gramm, wobei Männchen deutlich schwerer als Weibchen werden.

## Verbreitung und Lebensraum
Weißnackenwiesel sind im östlichen und südlichen Afrika beheimatet, ihr Verbreitungsgebiet erstreckt sich von der Demokratischen Republik Kongo und Uganda bis Südafrika. Sie bewohnen eine Reihe von Habitaten, darunter Waldrandgebiete, Grasländer und Marschgebiete.

## Lebensweise
Weißnackenwiesel sind nachtaktiv, tagsüber verbergen sie sich unter der Erde in Bauen, die sie selbst gegraben oder von anderen Tieren übernommen haben. Bei der Jagd halten sie sich meist am Boden auf, sie klettern nur selten. Üblicherweise leben sie einzelgängerisch, manchmal sind sie auch in Familiengruppen zu sehen. Im Bedrohungsfall können sie einen penetranten Geruch mit ihren Analdrüsen erzeugen, dieser ist aber nicht so effektiv wie bei den nah verwandten Zorillas.

## Ernährung
Diese Tiere sind Fleischfresser. Ihre schlanke Gestalt hilft ihnen, in engste Baue einzudringen, um an Beute zu gelangen. Auf ihrem Speiseplan stehen vorwiegend Nagetiere wie Mäuse und Sandgräber, aber auch Vögel und Insekten. Sie sind auch geschickte Schlangenjäger, die eine ähnliche Taktik wie Mungos anwenden: sie weichen den zustoßenden Schlangen so lange aus, bis diese ermüdet sind und sich leichter fangen lassen.
Beutetiere werden mit einem Nackenbiss getötet. Sie fressen ihre Beute allerdings nicht sofort, sondern schleppen sie in ihren Bau. Manchmal legen sie dort auch Vorräte an.

## Fortpflanzung
Nach einer rund 31- bis 33-tägigen Tragzeit bringt das Weibchen zwischen September und April ein bis drei Jungtiere zur Welt. Diese sind zunächst blind und hilflos, nach 35 Tagen nehmen sie erstmals feste Nahrung zu sich, nach 50 Tagen öffnen sich ihre Augen und nach rund 80 Tagen werden sie endgültig entwöhnt.

## Weißnackenwiesel und Menschen
Als Vertilger von Nagetieren, die als Schädlinge eingestuft werden, sind diese Tiere beliebt. Ihr Fell wird von manchen afrikanischen Stämmen zu Zeremonienzwecken verwendet, bei den Zulu werden manchen Körperteilen heilende Kräfte nachgesagt. Die Hauptbedrohung stellt der Verlust des Lebensraums durch Umwandlung in landwirtschaftlich genutzte Flächen dar, insgesamt sind sie aber noch nicht bedroht. Die Weltnaturschutzunion IUCN listet sie in ihrer Roten Liste gefährdeter Arten dementsprechend als nicht gefährdet („Least Concern“).